# Гільгільчайські укріплення
Гільгільчайські укріплення (азерб. Gilgilçay səddi) — оборонні споруди на березі Каспійського моря, які разом із Бешбармацькими укріпленнями перегороджують Прикаспійську долину. Ця друга лінія на північних фортифікаційних спорудах розташовувалася за 23 км на північ від Бешбармацької стіни. Загальна довжина Гільгільчайської (Шабранської) стіни, розташованої на південному березі річки Гільгільчай, була близько 50 км.
Гільгільчайські укріплення у складі Оборонних споруд на березі Каспію запропоновані як кандидати додавання до Список об'єктів Світової спадщини ЮНЕСКО в Азербайджані.

## Опис
Лінія укріплень починається біля берега Каспійського моря і тягнеться до підніжжя гори Бабадаг. П'ятикілометрова ділянка стін від басейну Гільгільчаю до гір викладена із саману. Висота стін на околицях села Колани становить 5-7 м, а на деяких ділянках сягає 7-11 м. Через кожні 30-35 м на стіні були зведені бастіони або башти. Починаючи від 85-го бастіону лінія укріплень повертає на південний захід; тут стіни заввишки 30 м із нижнього боку та 15 м із верхнього. 88-ий бастіон, збудований із сирцевої цегли, вважається кінцем першої частини гільгільчайських укріплень. У проміжку між 74-им і 88-м бастіонами розташовувалася вежа. Укріплення на лівому березі Гільгільчау збереглися відносно краще. Друга частина укріплень закінчується біля фортеці Чирах-кала, третя частина починається за 600 м від Чирах-кали і закінчується біля села Текя. На північний захід від села Чинарлар, на лівому березі річки Шабранчай, розташоване городище Галайєрі. Звідси починається четверта частина укріплень, що тягнеться у напрямку села Афурджа. Висота найбільшого бастіону становить 4,7 м, а ширина — 7,2 м. У будівництві бастіонів і стін використовувалося необтесане каміння.
Основним опорним пунктом у системі Гільгільчайських укріплень була Чирах-кала.